# Lago de Barrea
El humedal del lago de Barrea es un área protegida de Italia, individualizada e inserta desde el año 1976 en la lista de las áreas protegidas por el Convenio de Ramsar, afecta al territorio del lago de Barrea, situado en el interior del Parque nacional de los Abruzos, Lacio y Molise, en la Comunidad Montana del Alto Sangro y altopiano delle Cinquemiglia. Al lago creado en el año 1951 con la represa del río Sangro en la hoz de Barrea, van a dar los municipios de Civitella Alfedena y Villetta Barrea. La competencia para gestionar este humedal le corresponde al Ente Autónomo Parco Nazionale d'Abruzzo, Lazio e Molise, con sede en Pescasseroli, Provincia de L'Aquila.
La primera propuesta para la realización de un lago en este territorio se remonta al año 1922, cuando la Società per il Carburo di Calcio, luego fusionada en la Società "Terni", propuso al Ministerio de Obras Públicas crear dos embalses artificiales para el aprovechamiento de energía hidroeléctrica en las llanuras de Opi y de Barrea. La propuesta se vio obstaculizada por numerosas entidades, entre ellas los municipios afectados y el ente del parque, además del Ministerio de Instrucción Pública, al que en aquella época competían las áreas protegidas, en cuanto a que su realización, sin las garantías adecuadas, habría podido comportar la destrucción del paisaje y el peligro de extensión de la malaria endémica, además de dañar la economía local, en aquel período aún caracterizada por la agricultura y de la ganadería trashumante. Por la reunión de numerosos pareceres de carácter técnico y de ingeniería y sanitarios, y por la actividad de oposición desarrollada y coordinada por el presidente del Parque, el diputado Erminio Sipari, que reagrupó en defensa de la integridad del área a políticos e intelectuales, los proyectos fueron suspendidos por el régimen fascista.
En la inmediata posguerra se retomó el proyecto del lago en Barrea, para ser realizado en seguida, a través de una presa en el río Sangro con un dique en la hoz de Barrea, cuyos trabajos se desarrollaron en el período entre el año 1949 y 1951.
Para alcanzar los municipios que rodean el lago, existen tres posibilidades: desde Castel di Sangro, de Pescasseroli o, si se viene del Lacio, del valle de Forca d'Acero (atravesado por la carretera Sora-Pescasseroli). La distancia de los precedentes accesos varía entre 15 y 20 kilómetros.